# Hermann Rudolf Meyer
Hermann Rudolf Meyer (* 8. Januar 1902 in Bremen; † 4. Juli 1979 in Bremen) war ein Zeitungsverleger (Weser-Kurier).

## Biografie
Hermann Rudolf Meyer war ein Kaufmann, der vor 1945 Schreib- und Rechenmaschinen verkaufte. 1945 war er bei der Gründung des Weser-Kuriers (WK) in der Verlagsleitung tätig. Zusammen mit dem Zeitungsgründer Hans Hackmack baute er die Zeitung auf. Am 6. September 1949 wurde er Geschäftsführer und Verlagsleiter. Als 1952 der Lizenzträger Felix von Eckardt die Leitung des Presse- und Informationsamtes der Bundesregierung in Bonn übernahm, verkaufte er seine Verlagsanteile an Meyer. 1956 übernahm Meyer von Hackmack weitere Verlagsanteile, sodass beide eine paritätische Beteiligung hatten und beide gleichberechtigte Geschäftsführer waren. Meyer jedoch übernahm zunehmend die tatsächlich Führung des Verlages, da Hackmack kränkelte. Hackmack schied 1960 aus dem Verlag aus und Meyer führte den Verlag allein als Geschäftsführer. Hermann Rudolf Meyer verhandelte die Übernahme der Wümme-Zeitung in Lilienthal und handelte eine Kooperation mit der Verlegerfamilie Saade aus Osterholz-Scharmbeck aus. Seit 1971 gehört daher das Osterholzer Kreisblatt mehrheitlich zum WESER-KURIER. Der Verlag kaufte 1974 unter seiner Führung die Zeitung Bremer Nachrichten (BN) und war damit Zeitungsmonopolist in Bremen. Mit der Übernahme kam auch die Tageszeitung für Bremen-Nord, Schwanewede und Lemwerder zum WESER-KURIER. Durch sein kaufmännisches Geschick und sein Beharrungsvermögen, entwickelte sich der Verlag des WESER-KURIER zu einem der erfolgreichsten Regionalverlage in Deutschland. Hermann Rudolf Meyer erlebte diesen Erfolg nicht mehr selber, sondern seine Nachfolger in der Verlagsleitung konnten ernten, was er gesät hat.
Durch eine manchmal rigorose Unternehmerpolitik verursachte er 1977 einen dreiwöchigen Streik. Dabei wurden Tariferhöhungen mit den freiwilligen Zulagen aufgerechnet. Ein „wilder“ Streik der Redakteure führte zur Aussperrungen und zum Arbeitskampf. Damals fiel das vielzitierte Wort: „Merken Sie sich, meine Gesetze heißen Meyer.“
Durch einen gemeinsamen Redaktionsdirektor begann er die beiden Zeitungen WK und BN mehr und mehr zusammenzuführen.
Ein Enkel von Hermann Rudolf Meyer hält heute 50 % der Anteile an dem Verlag und sitzt im Aufsichtsrat der Bremer Tageszeitungen AG.

## Ehrungen

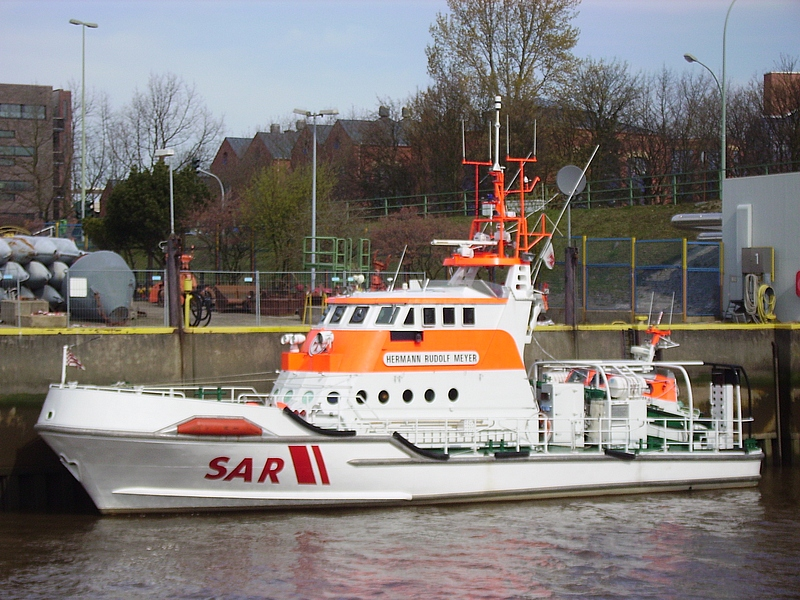
Der Seenotkreuzer Hermann Rudolf Meyer in Bremerhaven

1996 erhielt zu seinen Ehren der Seenotkreuzer Hermann Rudolf Meyer der Deutschen Gesellschaft zur Rettung Schiffbrüchiger (DGzRS) seinen Namen. Das Beiboot erhielt den Vornamen von Meyers Enkelsohn Christian.